# Disauerstoffdifluorid

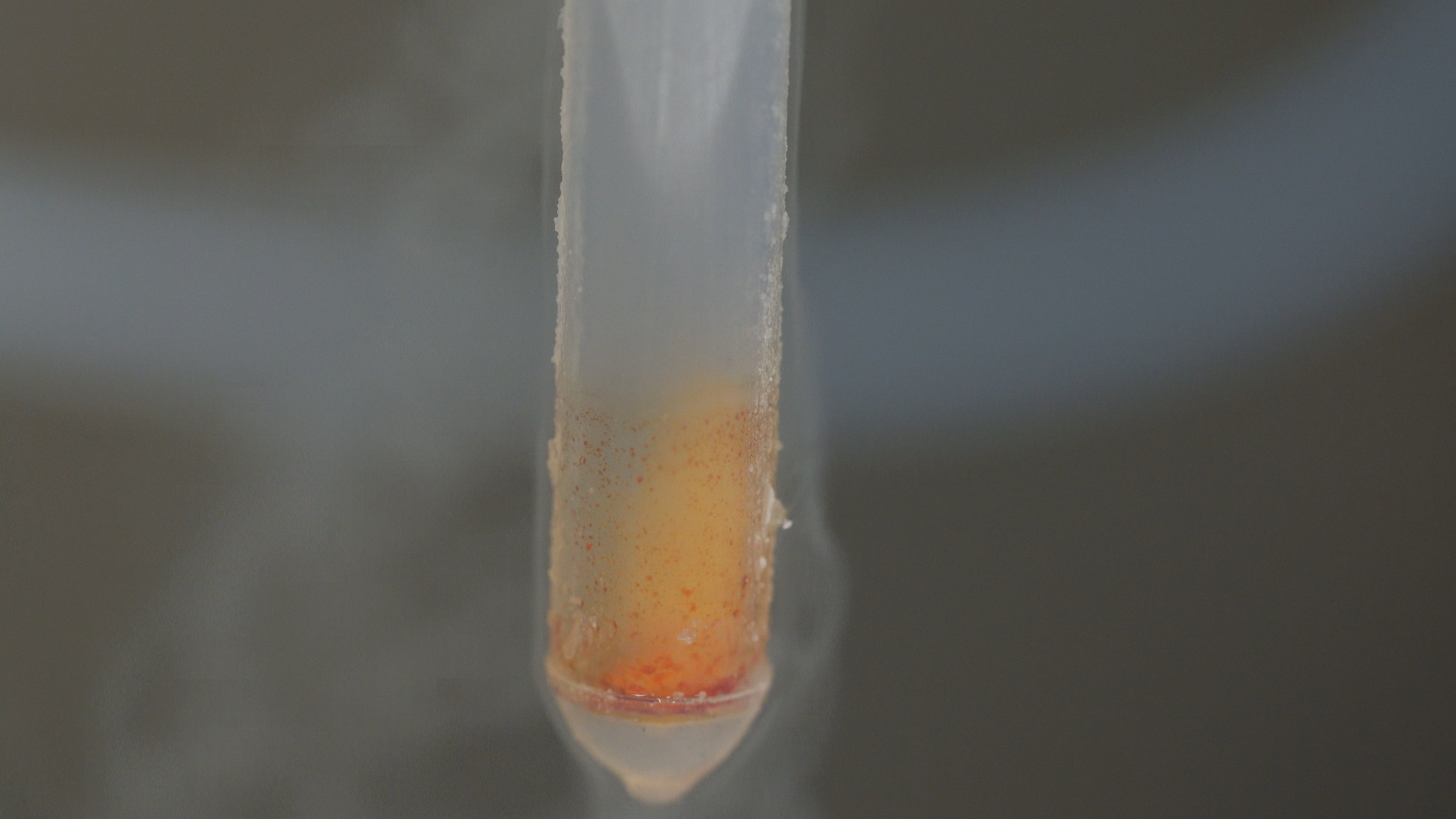
Disauerstoffdifluorid gekühlt auf die Temperatur von Flüssigstickstoff

Disauerstoffdifluorid ist eine chemische Verbindung aus der Gruppe der Fluoride, genauer der Sauerstofffluoride.

## Gewinnung und Darstellung
Disauerstoffdifluorid kann durch Reaktion von Sauerstoff und Fluor mithilfe einer elektrischen Entladung gewonnen werden. Die erste Synthese geht auf Otto Ruff aus dem Jahr 1933 zurück.
{\displaystyle \mathrm {O_{2}+F_{2}\rightarrow O_{2}F_{2}} }

## Eigenschaften
Disauerstoffdifluorid ist als Gas braun, als Flüssigkeit kirschrot und im festen Zustand orangegelb. Die Struktur des Feststoffs entspricht der von Wasserstoffperoxid.
Es ist instabil (Zersetzung ab −95 °C) und ein starkes Oxidations- und Fluoridierungsmittel. So oxidiert es Chlor zu Chlorfluorid und Chlortrifluorid, sowie Schwefelwasserstoff zu Schwefelhexafluorid.

## Verwendung
Disauerstoffdifluorid dient als Fluorierungsmittel, um Neptunium- bzw. Plutoniumverbindungen bei niedrigen Temperaturen zu den Hexafluoriden umzusetzen.
Neptuniumdioxid und -tetrafluorid werden praktisch vollständig durch Disauerstoffdifluorid (O2F2) zum flüchtigen Neptuniumhexafluorid umgewandelt. Dies gelingt sowohl in Gas-Feststoff-Reaktionen bei moderaten Temperaturen als auch in flüssigem wasserfreien Fluorwasserstoff bei −78 °C:
{\displaystyle \mathrm {NpO_{2}\ +\ 3\ O_{2}F_{2}\ \longrightarrow \ NpF_{6}\ +\ 4\ O_{2}} }
{\displaystyle \mathrm {NpF_{4}\ +\ O_{2}F_{2}\ \longrightarrow \ NpF_{6}\ +\ O_{2}} }